# Nachun
Nachun (ナチュン?) è un manga fantascientifico scritto e disegnato da Daisaku Tsuru, pubblicato a partire da agosto 2006 sulla rivista Afternoon di Kōdansha. Il manga non è mai stato distribuito in Italia.
Nachun è il verbo significante "piangere" nella lingua di Okinawa. L'autore Daisaku Tsuru, che ha soggiornato in Okinawa per fare sua ricerche ecologiche in corso di master, ne ripropone nell'opera i paesaggi.

## Personaggi
Francis M Dullam (フランシス・デュラム?)
Un fisico matematico. considerato un genio da Einstein. Ha cambiato la direzione alle ricerche ecologiche dei delfini, dopo aver perduto metà del cervello a causa di un incidente.
Mitsunari Ishii (石井 光成?)
Uno studente che studiava negli Stati Uniti. Vedendo le immagini del Dr. Dullam, ha trovato una idea della invenzione di una intelligenza artificiale. Con una ambizione della conquista del mondo, ha cominciato delle ricerche ecologiche dei delfini all'isola di Makei (un'isola immaginaria) a Okinawa.
Signor Gen (ゲンさん?)
Un pescatore a Makei. Porta Mitsunari alla pesca in cambio della collaborazione all'osservazione dei delfini. Il suo cognome è Ganaha (我那覇?).
Una ragazza enigmatica
Una ragazza enigmatica che nuota con un banco di delfini. Non può parlare.